# Audi 100 C4
Der Audi 100 C4 (intern auch Typ 4A) ist ein Fahrzeug der oberen Mittelklasse, das von Ende 1990 bis Mitte 1994 bei Audi hergestellt wurde und die vierte und letzte Baureihe des Audi 100 darstellt. Im Gegensatz zum progressiven Designs des Vorgängers setzte man eher auf eine evolutionäre Designsprache. Erstmalig waren neben den bekannten Fünfzylindern nun V6-Aggregate verfügbar, im S4 auch ein V8 mit 4,2 Liter Hubraum.

## Modellgeschichte

### Allgemeines
Als Nachfolger des Audi 100 C3 wurde der Audi 100 C4 (Typ 4A) 1990 vorgestellt und stellte eine nahezu komplette Neukonstruktion dar, obwohl die Entwicklung bereits kurz nach dem C3-Start begann. Die Produktion begann im August 1990, Händler erhielten die ersten Fahrzeuge im November, und der Verkauf startete offiziell am 7. Dezember 1990. Trotz des modernen C3-Designs – wie Chefdesigner Hartmut Warkuß betonte – legte Ferdinand Piëch Wert auf verbesserte Aerodynamik (Cw-Wert 0,29), stärkere Markenidentität und hochwertigere Ausstattung, ohne die erfolgreiche Designsprache radikal zu ändern.
Technisch wurden Teile der Bodenpartie, Auspuffführung, Kraftstofftank und Achsaufhängungen vom C3 übernommen (Teilenummern mit „44“ statt „4A“). Im Innenraum blieben Schalter, Lenkrad, Tacho mit Bordcomputer und Sitze mit Kopfstützen vom Vorgänger erhalten, jedoch mit hochwertigeren Materialien und engeren Spaltmaßen.
Erstmals wurde ein neu entwickelter V6-Ottomotor mit 2,8 Litern Hubraum, Luftmassenmesser, Schaltsaugrohren und 90-Grad-Anordnung der Zylinderbänke mit 128 kW (174 PS) angeboten. Die Verarbeitung geriet deutlich hochwertiger als die der Vorgängermodelle. Durch Maßnahmen wie Reduzierung der Karosserie-Spaltmaße, konsequente Verwendung höherwertiger Materialien im Innenraum und Einstieg in die Sechszylinder-Klasse, in der die Konkurrenz seit Jahren sicheres Terrain für sich beansprucht hatte, gelang Audi mit dem C4 ein weiterer großer Schritt Richtung Premiumsegment.

### Avant-Modelle
Die im Oktober 1991 eingeführte Kombivariante „Avant“ verfügte gegenüber dem Vorgänger über ein völlig anders konzipiertes Heck, das neben mehr Ladevolumen über weniger stark geneigte Seitenscheiben verfügte. Im Audi 100 C3 hatte diese Neigung bei Sonneneinstrahlung eine auffällig starke Aufheizung des Innenraums verursacht, was zu viel Kritik führte. 
Der Laderaum des Avant umfasst in seiner ebenen Fläche 185 × 112 cm bei umgeklappten Rücksitzen. Diese lassen sich zu 1/3 bzw. 2/3 umklappen. Unter einem klappbaren Zwischenboden befindet sich ein ca. 10 cm hohes Zwischenfach, welches zusätzliche 60 l Fassungsvermögen besitzt. Darunter, unter einem zusätzlichen Boden, befindet sich das Reserverad. Der Avant fasst damit 1255 l, die Limousine 510 l Ladevolumen.

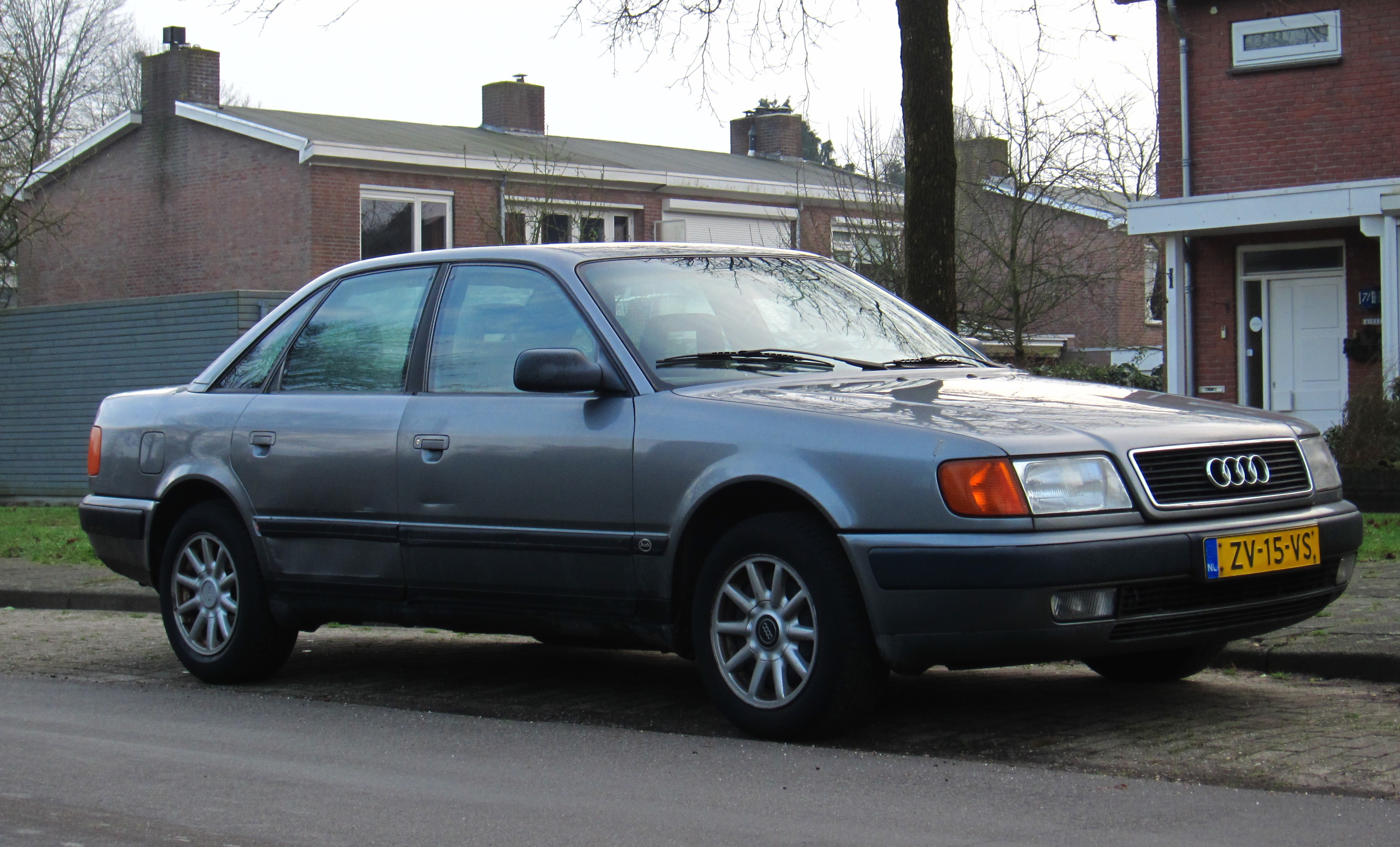
Audi 100 2.3 E
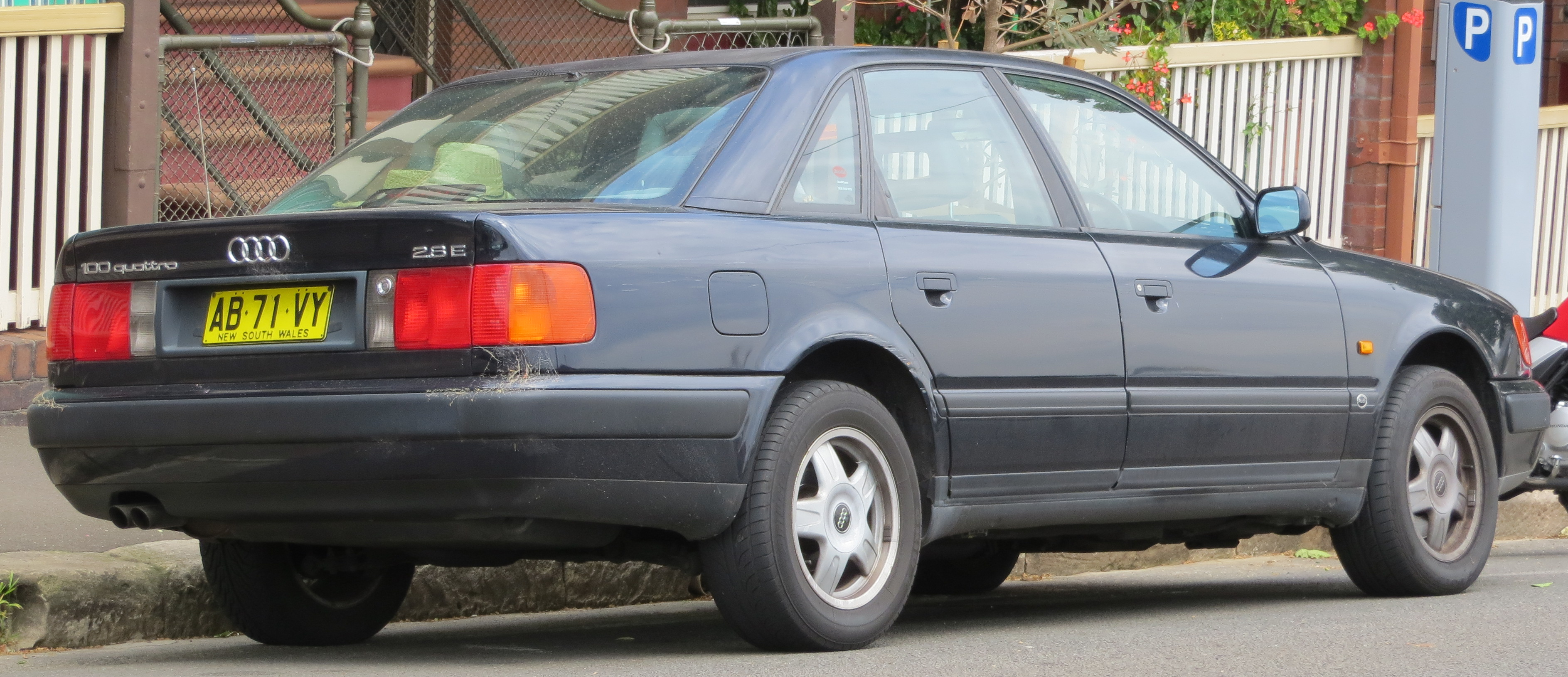
Heckansicht
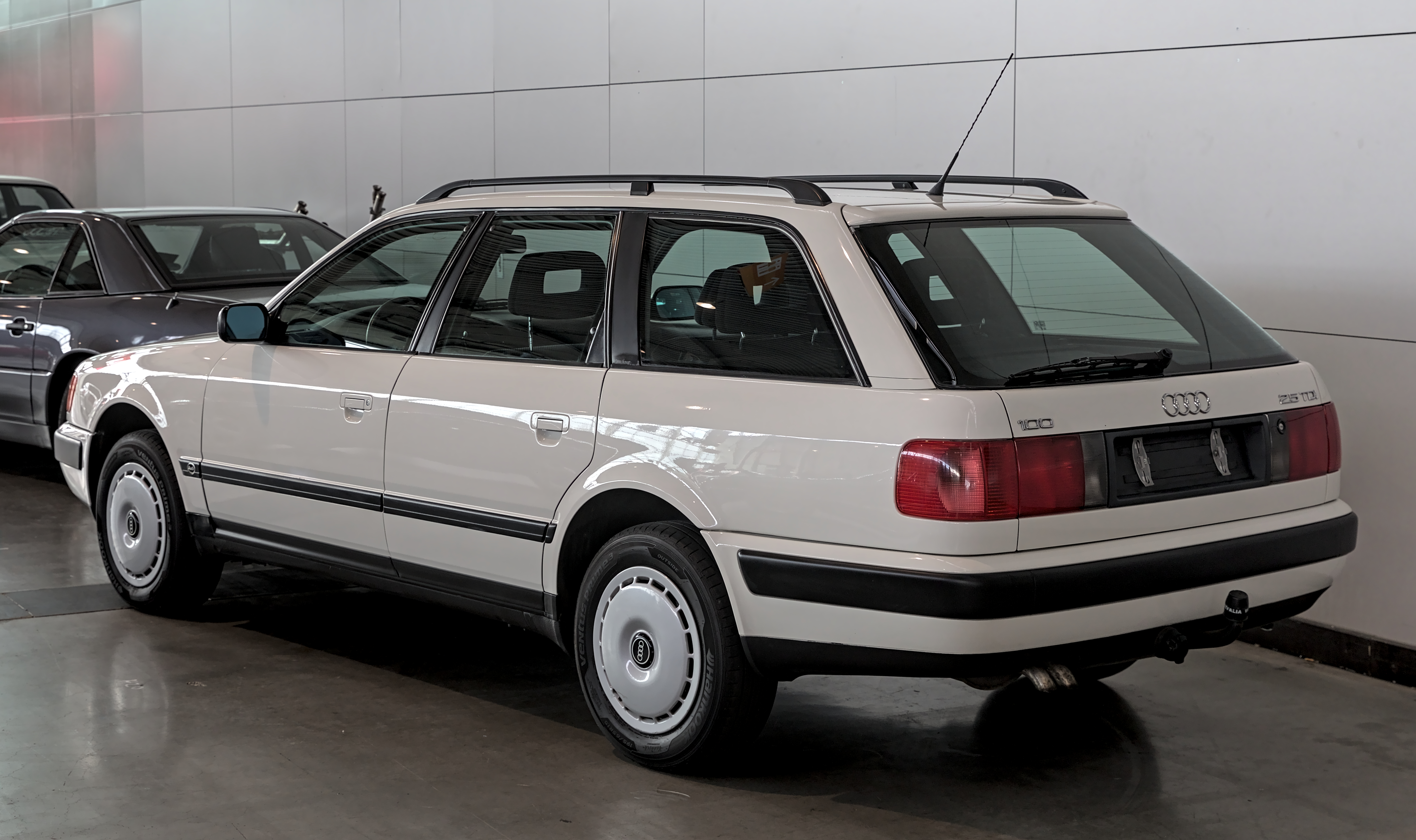
Audi 100 Avant 2.5 TDI
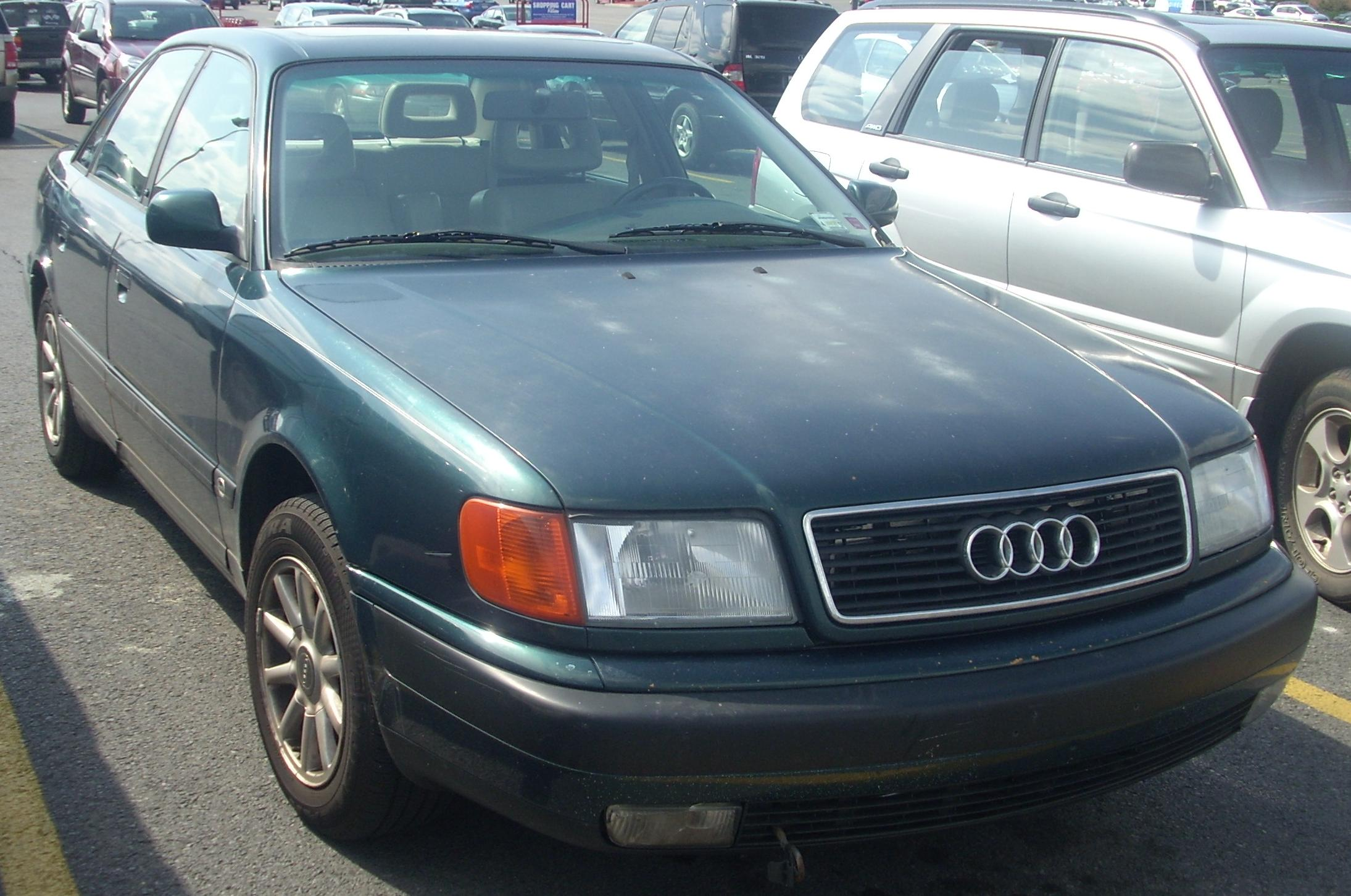
1994 Audi 100 CS (US-Version)
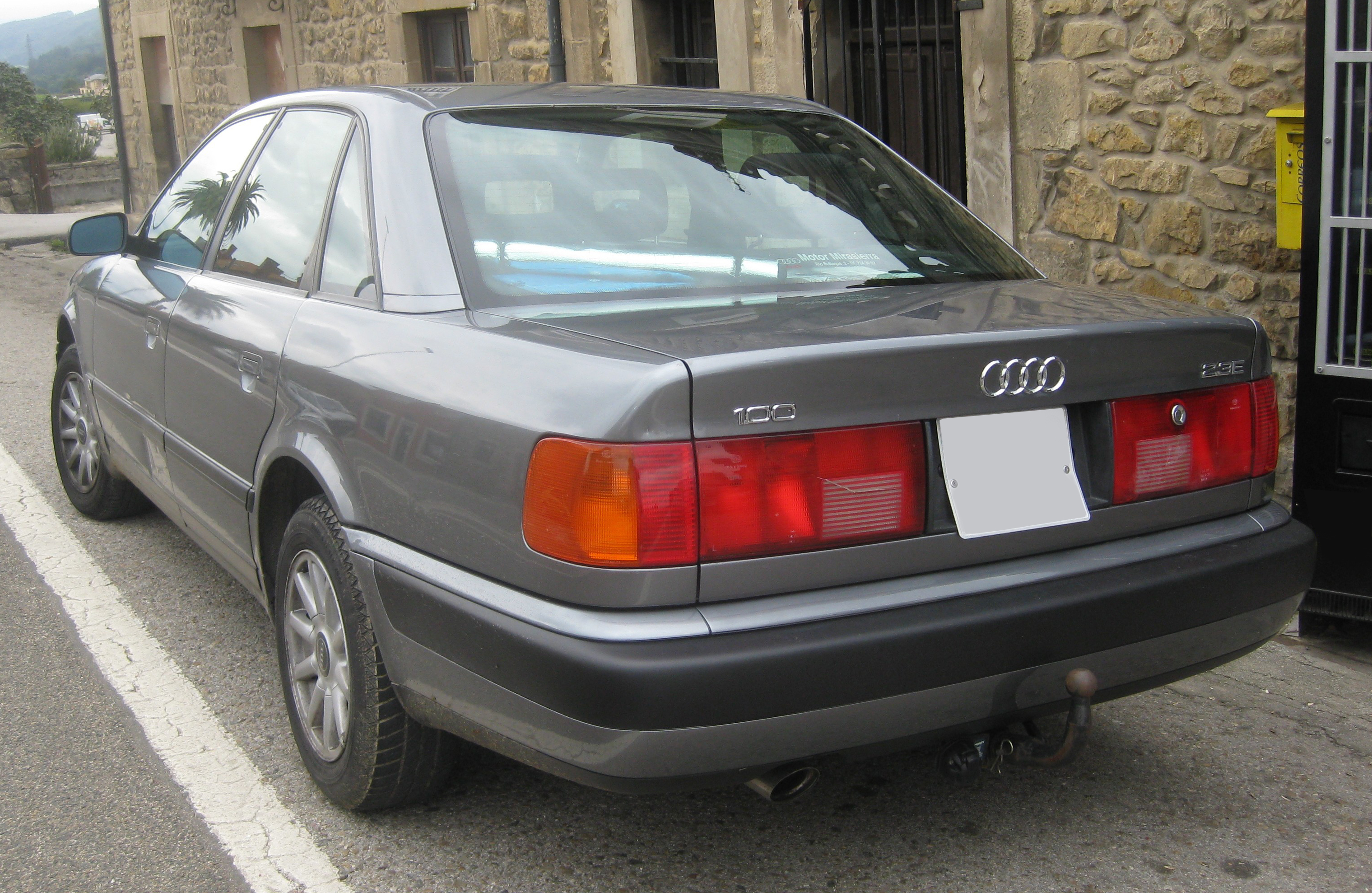
1994 Audi 100 (US-Version)
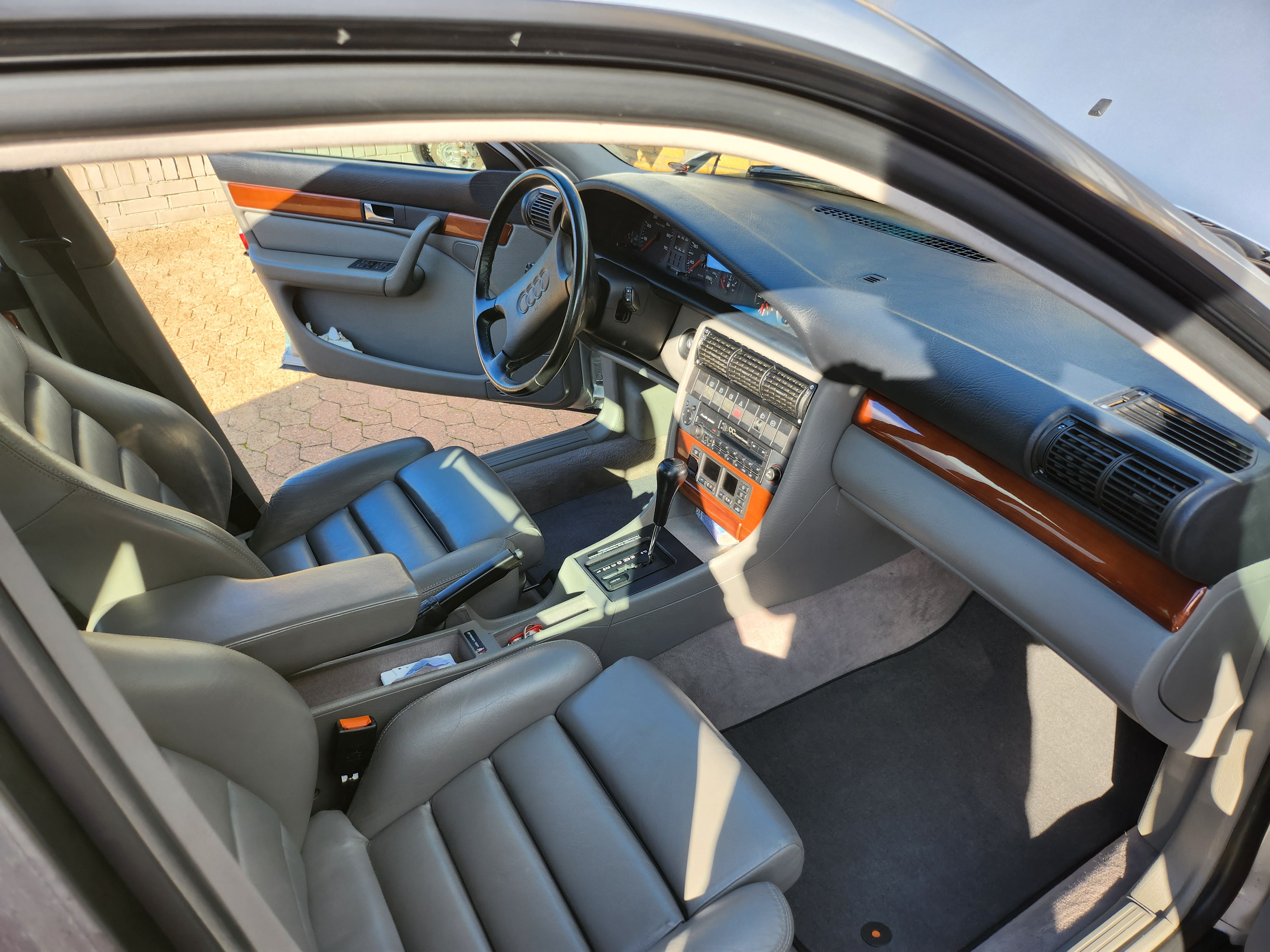
C4 Innenraum
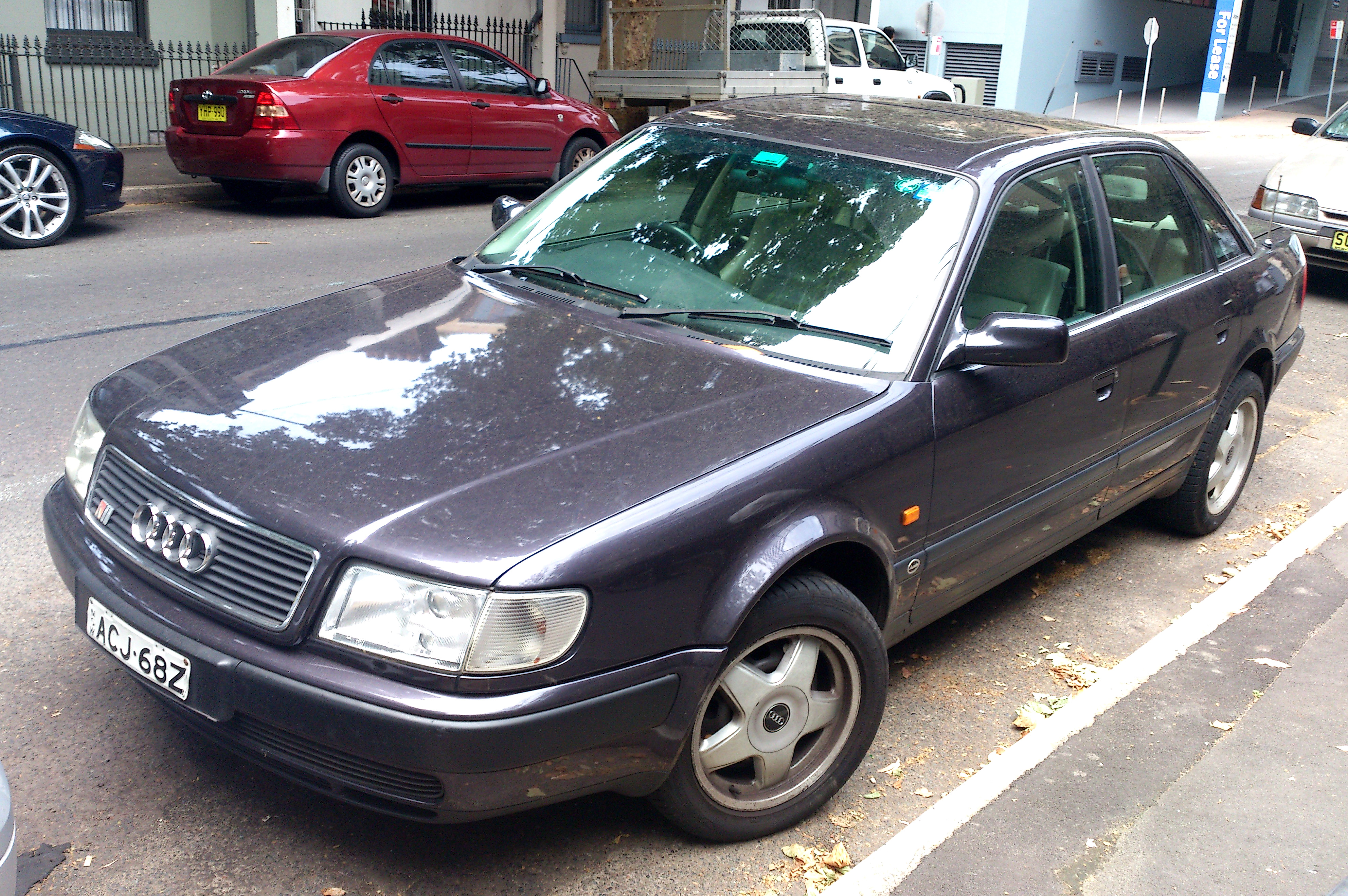
Audi S4
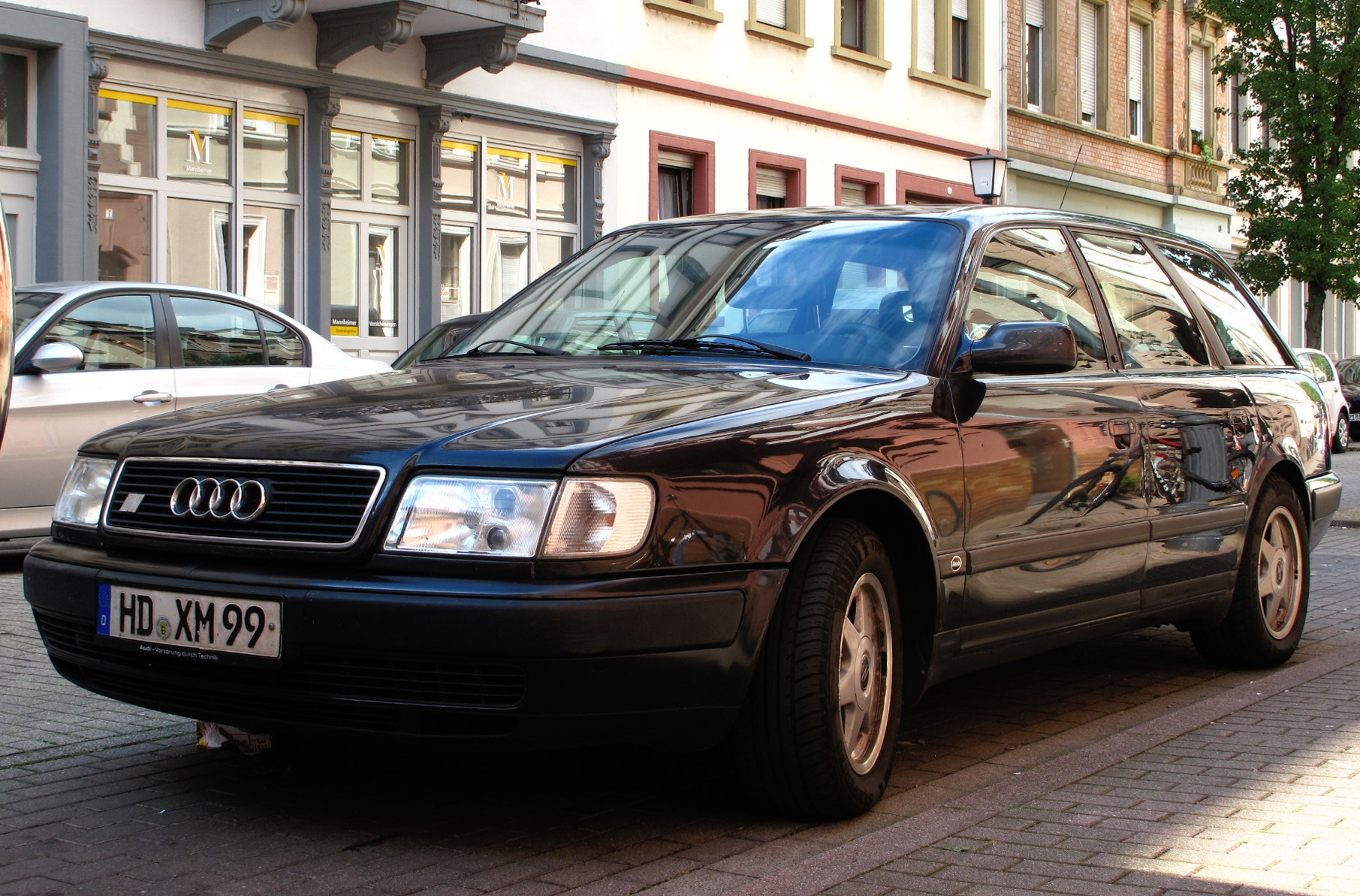
Audi S4 Avant 20V Turbo
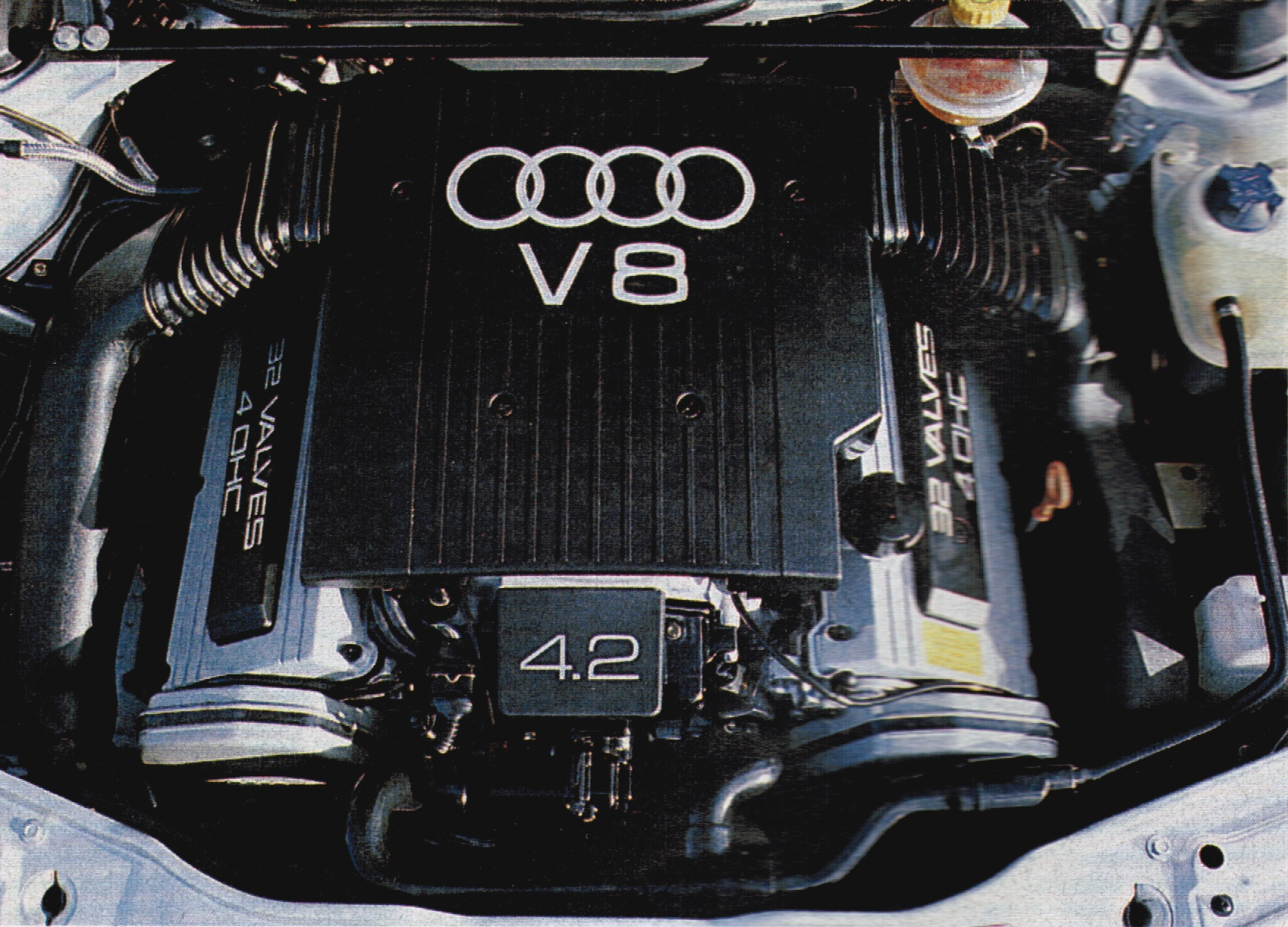
V8 4.2 Motor

### Technik
Die selbsttragende Karosserie führte Neuerungen wie ein verklebtes Dach für höhere Verwindungssteifigkeit und besaß weiterhin eine vollverzinkte Karosserie wie schon der Vorgänger. Das Layout wurde beibehalten: Längs eingebauter Frontmotor, Vorderrad- oder optionaler Quattro-Allradantrieb (mit Torsen-Differential). Das Fahrwerk nutzte vorne MacPherson-Federbeine, hinten bei Frontantrieb eine starre Achse mit Panhardstab und Längslenkern, bei Quattro unabhängige Trapezlenker – jeweils mit Schraubenfedern und hydraulischen Dämpfern. Die Spurweite wuchs trotz schmalerer Karosserie. Bremsen waren in Basisversionen gemischt (vorne Scheiben, hinten Trommeln), in Topversionen viermal Scheibenbremsen, ABS war bei Sechszylindern Serie, sonst optional verfügbar.
Serienmäßig kam das Sicherheitssystem Procon-ten (Lenksäulenrückzug und Gurtstraffung bei Frontalcrash). Größere Motoren waren mit ABS ausgerüstet, der S4 nutzte einen hydraulischen Bremskraftverstärker anstelle von Unterdruck. Ein hydraulisches Niveaufahrwerk war verfügbar, ebenso die Zentralhydraulik (120 bar, Zweikreis-Tandempumpe) für S4 und Niveaumodelle. Die Servolenkung nutzte die Bordhydraulik, optional mit geschwindigkeitsabhängiger Servotronic.
Abblend- und Nebelscheinwerfer waren getrennt, beim 2.5 TDI und S4 als Ellipsoid-Scheinwerfer kombiniert, um Platz für Ladeluft- und Ölkühler zu schaffen. Blinker waren orange (S4 weiß). Motorsteuerungen umfassten Mono-Motronic, Digifant, MPI, Motronic, KE-Jetronic oder beim Diesel eine Verteilereinspritzung mit E-Gas.

### Ausstattung
Zur Serie gehörten Procon-ten, Servolenkung, bei größeren Motoren ABS, Zentralverriegelung und vordere elektrische Fensterheber. Optionen umfassten u. a. Xenon-Scheinwerfer (S4 V8), Scheinwerferreinigung, Sportsitze (auch Vollleder), Sitzheizung, Klimaanlage (manuell oder Klimatronic), Bordcomputer, Skisack, Glasschiebedach, Zusatzinstrumente (Uhrzeit, Öltemperatur, Öldruck), BOSE-Soundsystem, Diebstahlwarnanlage und eine dritte Sitzbank im Avant für Kinder.

### Motorisierung
Zum Debüt standen vier Ottomotoren, alle mit Katalysator:
- 2.0: 1.984 cm³, 4-Zylinder, 101 PS (74 kW)
- 2.0 E: 1.984 cm³, 4-Zylinder, 115 PS (85 kW)
- 2.3 E: 2.309 cm³, 5-Zylinder, 133 PS (98 kW), optional Quattro
- 2.8 E: 2.771 cm³, V6, 174 PS (128 kW), mit Luftmassenmesser und Schaltsaugrohren, optional Quattro

Serienmäßig gab es ein 5-Gang-Schaltgetriebe, optional ein 4-Gang-Automatikgetriebe.
Im April 1991 kam ein 2,5-Liter-TDI (115 PS, 85 kW) mit Direkteinspritzung und optionalem 6-Gang-Getriebe (lange 6. für Sparsamkeit), im Mai ein 2,4-Liter-Wirbelkammerdiesel (82 PS, 60 kW, exportabhängig), beide ohne Quattro. Im Juni 1991 folgte die S4 mit einem überarbeiteten 2,2-Liter-Turbo-5-Zylinder (230 PS, 169 kW, nur Quattro), der 244 km/h erreichte. Der Avant debütierte im Oktober 1991 mit 1.310 l Ladevolumen und harmonischeren Linien, in denselben Motorisierungen wie die Limousine.

## Varianten und Auslandsmodelle

### Audi S4
Das sportliche Modell des C4 erschien ab Oktober 1991 als S4. Es gab ihn wahlweise mit dem aus dem Audi 200 bekannten 2,2-Liter-Fünfzylinder, einem Turbomotor mit 20 Ventilen, der nach Übergang zur ruhenden Zündung nun 169 kW (230 PS) leistete oder mit dem vom Audi V8 übernommenen 4,2-Liter-V8-Motor mit 206 kW (280 PS). Neu war beim V8-Modell (beim 20V-Turbo erst ab 1993) die Einführung der High-Performance-Bremsanlage der zweiten Generation mit 314 Millimeter großen Bremsscheiben vorn.

### Audi 500S, 500SE, 500SEL
Für den südafrikanischen Markt wurde der Audi 100 C4 als Audi 500 vermarktet. Die Rechtslenkerversion gab es als 500S bzw. 500SE 2.3 Liter Fünfzylinder sowie als 500SEL 2.8 Liter V6. Das Modell ist zum Beispiel erkennbar durch eine markante Warnleuchte in der Schalterleiste der Mittelkonsole.

## Technische Daten
| Modell         | Hubraum (cm³) | Motorkennung | Motorsteuerung          | Zylinder, Bauart | Leistung bei 1/min       | Drehmoment bei 1/min  | 0–100 km/h  | Vmax        | Bauzeit         |
| Ottomotoren    | Ottomotoren   | Ottomotoren  | Ottomotoren             | Ottomotoren      | Ottomotoren              | Ottomotoren           | Ottomotoren | Ottomotoren | Ottomotoren     |
| -------------- | ------------- | ------------ | ----------------------- | ---------------- | ------------------------ | --------------------- | ----------- | ----------- | --------------- |
| 2.0            | 1984          | AAE          | Mono-Motronic           | 4, Reihe         | 74 kW (101 PS) bei 5500  | 157 Nm bei 2750       | 12,6 s      | 182 km/h    | 12.1990–07.1994 |
| 2.0 E          | 1984          | AAD ABK      | K-Motronik Digifant     | 4, Reihe         | 85 kW (115 PS) bei 5400  | 168 Nm bei 3200       | 11,0 s      | 191 km/h    | 12.1990–07.1994 |
| 2.0 E 16V      | 1984          | ACE          | KE-Motronic             | 4, Reihe         | 103 kW (140 PS) bei 5900 | 185 Nm bei 4500       | 10,1 s      | 204 km/h    | 01.1992–07.1994 |
| 2.2 Turbo (S4) | 2226          | AAN          | Motronic                | 5, Reihe         | 169 kW (230 PS) bei 5900 | 350 Nm bei 1950       | 6,8 s       | 244 km/h    | 07.1991–07.1994 |
| 2.3 E          | 2309          | AAR          | KE III-Jetronic         | 5, Reihe         | 98 kW (133 PS) bei 5500  | 186 Nm bei 4000       | 10,2 s      | 202 km/h    | 12.1990–07.1994 |
| 2.6 E          | 2598          | ABC          | Multipoint-Injektion    | 6, V             | 110 kW (150 PS) bei 5750 | 225 Nm bei 3500       | 9,5 s       | 210 km/h    | 03.1992–07.1994 |
| 2.8 E          | 2771          | AAH          | Multipoint-Injektion    | 6, V             | 128 kW (174 PS) bei 5500 | 245 / 250 Nm bei 3000 | 8,0 s       | 218 km/h    | 12.1990–07.1994 |
| 4.2 (S4)       | 4172          | ABH          | Motronic                | 8, V             | 206 kW (280 PS) bei 5800 | 400 Nm bei 4000       | 6,2 s       | 249 km/h    | 10.1992–06.1994 |
| Dieselmotoren  |               |              |                         |                  |                          |                       |             |             |                 |
| 2.4 D          | 2370          | AAS          | Verteilereinspritzpumpe | 5, Reihe         | 60 kW (82 PS) bei 4400   | 164 Nm bei 2400       | 16,8 s      | 167 km/h    | 05.1991–07.1994 |
| 2.5 TDI        | 2460          | AAT          | Verteilereinspritzpumpe | 5, Reihe         | 85 kW (115 PS) bei 4250  | 265 Nm bei 2250       | 11,1 s      | 195 km/h    | 04.1991–07.1994 |

1. 1 2 3 4 5  Dieses Modell war auch mit quattro erhältlich.
2. ↑  Nur für einige Exportländer.
3. 1 2  Diese Motorvariante war nur mit quattro erhältlich.
4. ↑  Bei Verwendung von Super Plus (98 ROZ)

## Sondermodell und Facelift

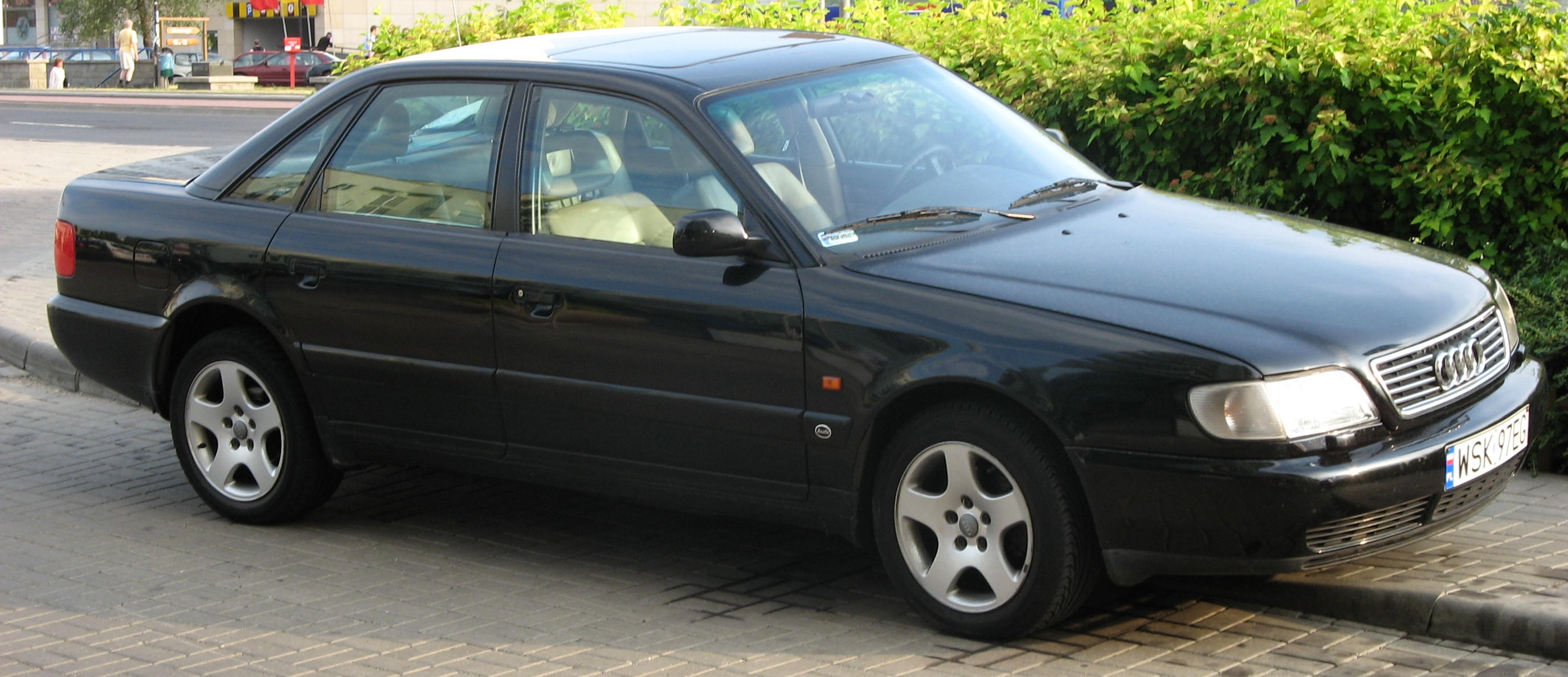
Audi 100 mit weißen Blinkergläsern vorn und nachträglich angebauten A6-Teilen

### Sondermodell
Zum Modelljahr 1994 wurde das Sondermodell Sport Edition vorgestellt. Es unterscheidet sich zur Serie durch die aus dem Audi S4 und TDI bekannten Elipsoid-Scheinwerfern sowie in Wagenfarbe lackierten Rückspiegeln und ein Rückleuchtenband. Ebenso waren Sportsitze und Zusatzinstrumente Serie.

### Facelift
Die Umbenennung der Baureihe in A6 bzw. S6 beendete im Juli 1994 die erfolgreiche Audi-100-Ära zugunsten der neuen Nomenklatur „Audi Ax“. Der ursprüngliche Gedanke, die Audi-Modelle nach ihrer Leistung in PS zu benennen (Audi F103) war beim Audi 100 C1 schon nicht mehr eingehalten worden.
Der erste Audi A6 mit neuer Benennung ist ein technisch in vielen Details modifizierter und facegelifteter Audi 100 C4, der als A6 noch bis Herbst 1997 gebaut wurde. Erste Modifikationen gab es bereits 1994 am Audi 100, wie die Einführung unterschiedlich großer Rückspiegel, die im A6 Serie blieben.
Dessen Nachfolger lief ab April 1997 mit dem Code C5 vom Band, das darauf folgende Modell ab 2004 (Kombi: 2005), mit dem Kürzel C6.

## Heutige Situation
Der Audi 100 C4 gilt aufgrund seiner Vollverzinkten Karosserie in Verbindung mit einer soliden Motorenpalette als äußerst langlebig und zuverlässig. Laufleistungen von über 300.000 km sind keine Seltenheit.
Als Schwachstellen zeichnen sich oft nur kleinere Sachen wie ein hängender Dachhimmel oder lösender Klarlack ab. Probleme mit der Elektrik sind dagegen selten.
Durch die nun über 30 Jahre alte Technik und die oft mangelnde Digitalisierung von Stromlaufplänen und Reparaturleitfäden vor 1995, stellt sich eine Wartung auch für Audi-Betriebe als zunehmend schwierig heraus, da analoge Bestände inzwischen oft ausgesondert wurden. Auch elektronische Prüf- und Testgeräte oder andere Spezialwerkzeuge, welche seit 25 Jahren für neuere Modelle keine Verwendung mehr haben, werden oft für Reparaturen benötigt. Ausgesonderte, originale Reparaturleitfäden aus Audi-Betrieben finden sich daher häufig im Internet zu kaufen.